# Adolphe Tanquerey
Adolphe Tanquerey (ur. 1 maja 1854 r. w Blainville-sur-Mer, zm. 21 lutego 1932 r. w Aix-en-Provence) – francuski kapłan ze zgromadzenia sulpicjanów, autor z dziedziny duchowości i ascetyki, wykładał prawo kanoniczne i teologię dogmatyczną we Francji, m.in. w seminarium duchownym przy kościele Saint-Sulpice w Paryżu i w USA, w Wyższym Seminarium w Baltimore w stanie Maryland, mistrz nowicjatu sulpicjanów w Issy.

## Działalność
Studiował w Rzymie w dominikańskim Collegium Divi Thomae (dzisiejsze Angelicum), gdzie w 1878 r. uzyskał dyplom doktora teologii. Tego samego roku przyjął święcenia kapłańskie i został przyjęty do sulpicjanów. Jako profesor seminarium św. Sulpicjusza napisał dwa większe podręczniki teologii neo-scholastycznej: Synopsis theologiae dogmaticae oraz Synopsis theologiae moralis et pastoralis. Z powodu antyklerykalnej polityki rządu francuskiego, opuścił Paryż i zamieszkał w seminarium Saint-Sulpice d’Issy-les-Moulineaux, gdzie powstało jego najbardziej znane dzieło: Précis de théologie ascétique et mystique (pol. Zarys teologii ascetycznej i mistycznej). Pierwsze wydanie ukazało się w 1924 r. i wielokrotnie wznawiane, i tłumaczone na wiele języków. Opisał w nim trzy klasyczne etapy życia duchowego: oczyszczenie, oświecenie i zjednoczenie. W swych pismach kontynuował myśl Tomasz z Akwinu, Alfonsa Liguoriego. Nie był jednak niewolniczo zależny od nich. Jego refleksję charakteryzowała wolność myśli, połączona z solidną i zrównoważoną teologią, ujętą jasnym i rzeczowym językiem. Wielu ludzi na całym świecie, dzięki jego pismom poznało bogactwo chrześcijańskiej duchowości. W latach 1915–26 był mistrzem nowicjatu sulpicjanów w Issy. Przeszedł na emeryturę w 1926 r. i zamieszkał w Wyższym Seminarium w Aix-en-Provence, gdzie mieszkał aż do śmierci w 1932 r.